# Alexei Igorewitsch Krawtschenko
 Alexei Igorewitsch Krawtschenko (russisch Алексей Игоревич Кравченко, * 4. Februar 1986 in Wolgograd) ist ein russischer Wasserspringer. Er startet im 10-m-Turmspringen und zusammen mit Oleg Wikulow im 10-m-Synchronspringen.
Krawtschenko nahm 2009 in Rom erstmals an den Weltmeisterschaften teil und wurde im Turmspringen im Finale Fünfter. Seine größten Erfolge feierte er bislang bei den Europameisterschaften 2009 in Turin. Er gewann Gold im Turmspringen und Silber mit Wikulow im Synchronspringen.
2007 und 2009 gewann er zudem jeweils ein Wettbewerb vom 10-m-Turm im Rahmen des FINA-Diving World Cups.